# Gura Vitioarei
Gura Vitioarei – wieś w Rumunii, w okręgu Prahova, w gminie Gura Vitioarei. W 2011 roku liczyła 2067 mieszkańców.